# Nuit magique (album)
Au milieu de nulle part
Albums de Catherine Lara
Flamenrock/Espionne
(1984) À travers les autres
(1987)
Au milieu de nulle part (encore appelé Nuit magique) est un album de Catherine Lara, sorti en décembre 1985 sous le label Tréma.

## Histoire de l'album
Au milieu de nulle part est un album de Catherine Lara, sorti en décembre 1985, comprenant 9 titres. Parmi ces titres figure un des  morceaux les plus connus de Catherine Lara, Nuit magique, un slow de trois minutes cinquante-cinq rajouté au dernier moment,.
Nuit magique est une chanson datant de décembre 1985, écrite par Luc Plamondon et composée par Sebastian Santa Maria et Catherine Lara au moment de terminer l'enregistrement de l'album,. Parmi les musiciens on relève la présence de Manu Katché et Claude Lauzzana. Ce titre va devenir un grand succès de Catherine Lara, bien que celle-ci initialement, n'avait pas l'intention de le rajouter à l'album,. Mais il va rencontrer le succès et devenir de fait un intitulé usuel de l'album.
Grâce à cet album, Catherine Lara est nommée meilleure interprète féminine aux Victoires de la musique de 1986.

## Liste des titres
| No | Titre                   | Durée |
| -- | ----------------------- | ----- |
| 1. | Graffiti                |       |
| 2. | Nuit magique            |       |
| 3. | Décaféine-moi           |       |
| 4. | Seule                   |       |
| 5. | Assis dans l'eau        |       |
| 6. | Au milieu de nulle part |       |
| 7. | Entre deux pôles        |       |
| 8. | Histoire de fous        |       |
| 9. | Étranger                |       |

## Clip vidéo
- Le clip vidéo de la chanson Nuit magique a été réalisé par Fina Torres[4]. On y voit le comédien Pierre-Loup Rajot y interpréter le rôle du prostitué.

## Dans la culture
Sauf indication contraire, les informations mentionnées dans cette section peuvent être confirmées par le générique de fin de l'œuvre audiovisuelle présentée ici, ainsi que par la base de données cinématographiques IMDb,  présente dans la section « Liens externes ».
La chanson Nuit Magique figure sur la bande son et/ou parmi les musiques additionnelles de nombreux films et œuvres audiovisuelles :
- Ceux qui m'aiment prendront le train (1998) - bande originale
- Chez nous c'est trois ! (2013) - bande originale (chantée par Noémie Lvovsky).
- L'Innocent (film, 2022) (2022)